# カナンダ国立公園
カナンダ国立公園（-こくりつこうえん、Canunda National Park) とは、オーストラリア、南オーストラリア州の南東部に位置する93平方キロメートルの国立公園である。

## 所在地
州都アデレードの南東約350キロメートル、ミリセントの西約13キロメートルに位置する。国立公園内には、海岸砂丘、石灰岩の壁、低木林などで構成されている。波が荒いため泳ぎに適さないが、魚釣りに来る人は多い。

## 交通
国立公園内の大部分は道が荒いので4WDを利用、または入り口で車から降りて徒歩で往来するしかない。ちなみに、国立公園にはかつて鉄道が通っていた。

## 歴史
およそ1万年前から、アボリジニのボアンジグ族が住んでいた。